# Carine Zelmanovitch
Carine Zelmanovitch, née le 26 décembre 1976 à Montmorency, est une taekwondoïste française.
Elle remporte la médaille d'argent dans la catégorie des moins de 55 kg aux Championnats du monde de taekwondo 1997 et la médaille de bronze dans cette même catégorie aux Championnats d'Europe de taekwondo 2004.